# Peter Stichbury
Peter Stichbury, nacido en Auckland en 1969, en un pintor neozelandés.
Stichbury se graduó en la Escuela de Bellas Artes de Elam, de la Universidad de Auckland en 1997. Cobró notoriedad en Nueva Zelanda en los Wallace Art Awards el mismo año. Stichbury es ante todo un pintor, pero sus obras también abarcan los medios de dibujos, acuarelas, esculturas y obra basada en el sonido. Es más conocido por sus retratos intrincados y plano de los modelos y de las bellezas modernas provenientes de imágenes de los medios contemporáneos, menudo pinta un estereotipo generalizado de un grupo social, en comparación con el estudio de las características específicas de un pintor retrato tradicional busca alcanzar.